# Determinatiu
Un determinatiu, també conegut com a taxograma o semagrama, és un ideograma utilitzat per marcar categories semàntiques de paraules en escriptures logogràfiques per tal d'ajudar a desambiguar-ne la interpretació. Històricament poden derivar de glifs de paraules reals. Per exemple, els determinants jeroglífics egipcis inclouen símbols de divinitats, persones, parts del cos, animals, plantes i llibres/idees abstractes.

## Escriptura cuneïforme
En els textos cuneïformes de llengües com ara el sumeri, l'accadi o l'hitita, molts substantius van precedits o seguits d'una paraula sumèria que actua com a determinatiu; això especifica que la paraula associada pertany a un grup semàntic concret. Aquests determinatius no es pronunciaven, eren un recurs purament gràfic. En les transliteracions del sumeri, els determinatius s'escriuen en lletra superindexada i en minúscula. Si un signe donat és un mer determinant (no pronunciat) o un sumerigrama (una grafia logogràfica d'una paraula destinada a ser pronunciada) no sempre es pot determinar sense ambigüitats, ja que el seu ús no és sempre coherent.
Alguns exemples són
- 𒁹 (1 o m) per a noms personals masculins.
- 𒊩 (f) per a noms personals femenins.
- 𒄑 (GIŠ) per a arbres i totes les coses fetes de fusta.
- 𒆳 (KUR) per a països.
- 𒌷 (URU) per a ciutats (però també sovint seguit de KI).
- 𒇽 (LÚ) per a persones i professions.
- 𒇽𒈨𒌍 (LÚ.MEŠ) per a ètnies o múltiples persones.
- 𒀭  (DINGIR) o D per a déus.
- 𒂍 (É) per a edificis i temples.
- 𒀯 (MUL) per a estrelles i constel·lacions.
- 𒀀𒇉 (ÍD) Lligadura d'A i ENGUR (transliterat: A.ENGUR)) per a canals o rius en textos administratius.
- 𒄷 (MUŠEN) per a ocells.

## Jeroglífics egipcis
En inscripcions jeroglífiques, els determinatius apareixen al final d'una paraula. Gairebé totes les paraules (substantius, verbs i adjectius) en presenten un, alguns dels quals esdevenen força específics. Es creu que s'utilitzaven tant com a divisors de paraules com per a la desambiguació semàntica. Alguns exemples inclouen 𓀀 (home), 𓁐 (dona) i 𓀭 (déu/rei).
Quan els determinatius egipcis es transcriuen, es fa seguint la llista de Gardiner.
| nfr | w | A17 | Z3 |

| nfr | w | A17 | Z3 |

| nfr | f&r&t | B1 |

| nfr | f&r&t | B1 |

| nfr | nfr | nfr | pr |

| nfr | nfr | nfr | pr |

| nfr | f · r | S28 |

| nfr | f · r | S28 |

| nfr | W22 · Z2 |

| nfr | W22 · Z2 |

## Radicals determinatius dels sinogrames
En la composició dels sinogrames entren els radicals (també anomenats «claus» quan han perdut el seu pur valor semàntic i etimològic, arran de posteriors descomposicions o diverses sobreclassificacions destinades a reduir-ne el nombre per a recerques i referències creuades en diccionaris sinogràfics, basades en només el seu aspecte gràfic) que sovint tenen un valor determinatiu. En alguns casos, aquests semagrames es poden combinar per formar un sinograma més complex, i de vegades és difícil determinar quin és el radical principal del sinograma; els diccionaris xinesos de vegades classifiquen aquest sinograma diverses vegades amb una referència quan el radical principal és ambigu entre els semagrames.
De vegades, aquests semagrames són suficients per si mateixos en el sinograma format (per exemple a l'última línia de la taula següent), sense que sigui necessari combinar-los amb un fonograma per determinar-ne el significat i la lectura (per exemple quan la combinació així formada és també s'utilitza habitualment com a fonograma en un altre sinograma). El sinograma format únicament per aquests semagrames determinants és llavors també un «ideograma» (tot i que sovint aquest terme s'utilitza incorrectament per qualificar tots els caràcters sinogràfics), en cas contrari és un «ideo-fonograma».
El semagrama o els semagrames determinatius, tot i que també tenen una lectura fonètica quan s'utilitzen sols, normalment no modifiquen la lectura dels altres trets secundaris (generalment col·locats a la dreta o per sota dels semagrames) que indiquen la pronunciació d'una síl·laba completa. Com que moltes paraules en les llengües xineses són monosíl·labs amb homòfons freqüents (variables però d'una llengua a una altra) de significats diferents, els determinants ajuden a interpretar-los.
La combinació de les dues parts dels sinogrames permet, doncs, d'una banda una intercomprensió parcial, almenys per escrit, dels sinogrames (gràcies als determinatius radicals) entre lectors de diferents llengües xineses o dialectes diferents o que es troben amb un sinograma poc comú o encara desconegut, i també els pot ajudar a pronunciar-los correctament (no obstant això, els fonogrames no tenen tots el mateix valor fonològic d'una llengua a una altra).
| Sinograma complet | Trets bàsics | Trets bàsics | Trets bàsics                                                      | Significat del sinograma complet |
| ----------------- | ------------ | ------------ | ----------------------------------------------------------------- | -------------------------------- |
| 姐                | 且           | qiě          | fonograma (situat a la dreta del determinatiu)                    | Germana gran                     |
| 媽                | 馬           | mǎ           | fonograma (situat a la dreta del determinatiu)                    | Mare                             |
| 她                | (part de) 他 | tā           | fonograma (situat a la dreta del determinatiu)                    | Ella                             |
| 妾                | 立           | que          | fonograma i radical «dempeus» (ubicat per sobre del determinatiu) | Concubina                        |